# Södermanlands runinskrifter 335
Runinskrift Sö 335 är en runsten som står i Ärja kyrkoruin vid Ärja by i Åkers socken och nordväst om Mariefred i Södermanland.

## Stenen
Runstenen som består av röd sandsten är en så kallad Ingvarssten vilket betyder att den som hedras i skriften deltog i Ingvar den vittfarnes resa till Särkland. Stenen som stått i landskapet kring Ärja placerades i samband med kyrkans uppförande som tröskelsten vid ingången till vapenhuset. Den hittades där år 1919 vid utgrävningar av ruinen och flyttades till Lida gård, men återbördades 1932 och står nu uppställd vid den gråstensmur som varit vapenhusets östra vägg. Ytterligare en runsten, Sö 333, har blivit återplacerad här vid ruinen.
Ornamentiken visar en smal runorm som ringlar i en cirkel och med knappt synbart huvud och kluven tunga biter i sin egen svanstipp. Ett stort, vackert ringkors nuddar ormslingans övre del och avslöjar att de omnämnda personerna tillhörde den kristna tron. Den Holmsten som står omnämnd kan vara samma person som förekommer i texten på Tystbergas runsten Sö 173. 

## Inskriften
Inskriften med runor:
ᚢ ᚢᛚᚠᚢᛁ ᛬ ᚱᛅᛁᛋᛏᛁ ᛫ ᛋᛏᛅᛁᚾ ᛏᚼᛅᚾᛅᛏ ᛒᚱᚢᛏᚼᚢᚱ ᛋᛁᚾ ᛬ ᚢ ᛬ ᛋᚾᛁᚴᛁᚾ ᛋᛅᚱ ᚠᚢᚱᛋ ᛬ ᛅ ᛬ ᚢᛋᛏ ᛬ ᛅᚱᛚᛅ ᛬ ᛘᛅᛏᚼ ᛬ ᛁ ᛬ ᛁᚴᚾ ᛬ ᛅᚱᛁ ᛬ ᚴᛋᛁᛒᛅᚱᛁ ᚼᚢᛚᛘᛋᛏᛅᛁᚾᛋ
Translitterering av runraden:
uulf͡ui : raisti : stain þana| |at bruþur sin : u:snikin saʀ furs : a:ust:arla : maþ : i:ikn:u:ari : ksibari hulmstains
Normalisering till runsvenska:
Ulfʀ(?) ræisti stæin þenna at broður sinn Osnikin, saʀ fors austarla með Ingvari, skipari Holmstæins.
Översättning till nusvenska:
Ulfvi reste denna sten efter sin broder Osniken, som dog österut med Ingvar, (han var) Holmstens skeppskamrat.